# Acatist
Acatistul este un imn de laudă, închinat lui Dumnezeu, Maicii Domnului sau unuia dintre sfinți.

## Denumire
Denumirea din limba aramaică  (ακαθιστος în limba greacă) vine prin adăugarea unui a privativ la verbul καθιξω, a sta jos, a ședea, pentru a se arăta că în timpul acestei cântări nu se stă jos, pe scaun, ci în picioare.

## Istoric
Primul acatist este «Acatistul Maicii Domnului», închinat întrupării, ca laudă și mulțumire pentru eliberarea miraculoasă a Constantinopolului în urma unei invazii a perșilor și avarilor, în anul 626. A fost compus cel mai probabil între 677 și 718. El se cânta în noaptea de sâmbătă a celei de cincea săptămâni a Postului Mare. Astăzi este cântat sau citit la utrenia (sau denia) acestei sâmbete, care se și numește Sâmbăta Acatistului. Este compus din 24 de strofe (icoase), formând un acrostih, procedeu poetic întâlnit în literatura bizantină. Acatistele acestea sunt o cântare aparte ce aduce slavă lui Dumnezeu și evocă momente din viața sfântului în cinstea căruia este compus (dacă nu este chiar închinat lui Dumnezeu direct).
La slavi și la români, succesul și aprecierea credincioșilor a făcut ca mai târziu multe alte acatiste să fie compuse, în cinstea unor sfinți, a Maicii Domnului sau a lui Hristos, după modelul acestui prim acatist, și se citesc la sărbătorile respective. Din contră, la greci, unicul acatist se cântă la dupăcinarul fiecărei vineri din păresimi.
De regulă, «Acatistul Maicii Domnului» se află în triod și în partea a treia a orologiului (ceaslovului). Cartea în care sunt adunate mai multe acatiste se numește acatistier. De asemenea câteva acatiste se găsesc și în unele cărți de rugăciuni și broșuri speciale. Anumiți imnografi contemporani, precum Ilie Cleopa, au alcătuit și acatistiere tematice.